# Разъезд Забытый
Разъе́зд Забы́тый — посёлок в Сальском районе Ростовской области. Входит в состав Кручёно-Балковского сельского поселения.

## География
Через посёлок проходят пути Северо-Кавказской железной дороги (Ростовский регион), в нём расположен одноимённый железнодорожный раздельный пункт.
Единственная улица в населённом пункте — Железнодорожная.

## Население
| 2010 |
| ---- |
| 28   |